# Aalborg CSP
Aalborg CSP er en dansk EPC virksomhed, der rådgiver i produktionen af dampgeneratorer til concentrated solar power (CSP)-anlæg, CSP-anlæg til produktion af fjernvarme, dampkedler til gas og olie samt rådgivende ingeniørarbejde.  
Omsætningen hos Aalborg CSP lå i 2009 på 175 mio. kroner og virksomheden beskæftigede på dette tidspunkt ca. 30 medarbejdere. 
Aalborg CSP har været med på projekter hovedsageligt i Spanien, men også  i Tyrkiet, Indien, Frankrig, Norge og Rusland.   
I 2010 var Aalborg CSP sammen med H.K.H. Kronprins Frederik en del af den danske erhvervsdelegation ved den populære messe World Future Energy Summit i Abu Dhabi.  Virksomheden har på nuværende tidspunk, I 2015, bidraget med et totalt energi produktionsniveau på mere end 330MWe

## CSP
Aalborg CSP er den første virksomhed til at opføre CSP-anlæg til produktionen af fjernvarme i Danmark . Virksomheden har bidraget til opførelsen af et stort CSP-anlæg i Spanien, der på daværende tidspunkt ansås som at være verdens kraftigste soltårn. . 
Virksomheden har opført testanlæg i Frankrig af Fresnel typen, der skal bevise at man kan producere damp direkte ude i solfeltet.
Aalborg CSP har anlagt flere CSP-anlæg i Danmark. Blandt dem er verdens første hybrid solvarmeanlæg. En kombination af plane solfangere og CSP soltrug gør det muligt at forvarme vandet for derefter at booste det i soltrugene. Herudover har Aalborg CSP opført Danmarks første CSP-anlæg i Thisted Yderligere har Aalborg CSP også opført et fjernvarmeanlæg i Brønderslev

## Historie
Virksomheden Aalborg CSP udspringer af fusionen d. 1/1 2011 mellem BK Aalborg og BK Engineering. Virksomheder, som har rødder tilbage til 80’erne, hvor de udsprang af den store energi-industri, som byen Aalborg er kendt for. Det egentlige afsæt kom fra Aalborg Boilers, der dengang var en del af Lauritsengruppens nu nedlagte værft. Aalborg Boilers, der i dag fungerer under navnet Alfa Laval, har fungeret som afsæt for flere ingeniørvirksomheder foruden Aalborg CSP.
Aalborg CSPs ledelse består af Svante Bundgaard, Peter Badstue Jensen, Jacob Juul, Henrik Mosel Pape, Tina Thomsen, Peter Thomsen og Sergio de la Huerga Menéndez, og virksomheden blev kåret som Årets Ejerleder i 2010.  Samme år blev virksomheden også kåret som Gazelle-virksomhed. 